# Wolfgang Rabsch
Wolfgang Rabsch (* 24. Mai 1951 in Oschersleben (Bode)) ist ein deutscher Bakteriologe und Epidemiologe, der vor allem durch seine Forschungen zu Salmonellen Bekanntheit erlangte.

## Leben
Er ist der Sohn von Otto Rabsch und dessen Ehefrau Ilse. Nach dem Besuch der Erweiterten Oberschule studierte er Biologie an der Martin-Luther-Universität Halle-Wittenberg, wo er 1973 den Abschluss als Diplom-Biologe erlangte.
1976 wurde er Assistent am Institut für Experimentelle Epidemiologie der DDR in Wernigerode. Im darauffolgenden Jahr promovierte er an der Fakultät für Naturwissenschaften der Martin-Luther-Universität Halle-Wittenberg zum Dr. rer. nat. Das Thema seiner Dissertation lautete Bakterieller Metabolismus und Cometabolismus von Anilinen. 1985 publizierte er beim Institut für Angewandte Tierhygiene beim Ministerium für Land-, Forst- und Nahrungsgüterwirtschaft der DDR seine Forschungsergebnisse zu Adhäsinen bei gramnegativen Bakterien. 1986 erfolgte seine Ernennung zum Oberassistenten. Ab 1991 war er an der Bundesanstalt für gesundheitlichen Verbraucherschutz und Veterinärmedizin tätig, die 1999 dem Robert-Koch-Institut als Standort Wernigerode angegliedert wurde. Er wirkte als wissenschaftlicher Rat, dessen Arbeit auch im Ausland hochgeschätzt wird, am Fachbereich Bakterielle Infektionen und
am Nationalen Referenzzentrum für Salmonellen und andere bakterielle Enteritiserreger und publiziert auch auf internationaler Ebene mehrfach darüber. Er befasst sich insbesondere auch mit dem Infektionsrisiko bei Säuglingen und Kindern und forschte zum Risiko für eine Salmonellen-Infektion, das von Reptilien ausgeht. Im Jahre 2000 wurde er Mitglied des Beirats des International Journals Medical Microbiology. Als Gastreferent hielt er Vorträge wie 2015 an der Universität Münster zum Thema „Salmonella & exotic pets: risk of infection in infants and children“. oder 2017 auf dem Kongress Gesundheit für alle in München.
Daneben ist er seit 1993 Förderer der Hochschule Harz. Er ist Mitglied der International Federation Enteric Phage Typing, der Gesellschaft Deutscher Naturforscher und Ärzte, der Vereinigung für Allgemeine und Angewandte Mikrobiologie und der Deutschen Gesellschaft für Hygiene and Mikrobiologie. 2021 gründete er den Verein Die Pinte e. V. und übernahm dessen Vorsitz.

## Schriften (Auswahl)
- Bakterieller Metabolismus und Cometabolismus von Anilinen, Halle/S. 1977.
- mit Rolf Reissbrodt und Heinz Kühn: Adhäsine bei gramnegativen Bakterien. Vorkommen, Nachweis und Eigenschaften. Eberswalde-Finow 1985.
- (mit anderen Autoren): Phenotypic and genotypic analysis of clinical isolates Salmonella serovar Typhimurium in western Kenya. In: Journal of infection in developing countries. - Alghero, Sassari, Bd. 3, 2009, 9, S. 685–694.
- (mit anderen Autoren): High-throughput microarray technology in diagnostics of enterobacteria based on genome-wide probe selection and regression analysis. Würzburg 2012.
- (mit Andreas Schmidt, Nina K. Broeker und Stefanie Barbirz): Bacteriophage tailspike protein based assay to monitor phase variable glucosylations in Salmonella O-antigens. 2017.
- (mit Uwe Groß, Sylvarius K. Amuzu, Ring de Ciman, Iparkhan Kassimova, Lisa Groß, Ulrike Rosenberg, Marco Schulze, August Stich und Ortrud Zimmermann): Bacteremia and Antimicrobial Drug Resistance over Time, Ghana. Würzburg 2019.